# Abromus minhoensis
Abromus minhoensis is een keversoort uit de familie knotshoutkevers (Bothrideridae). De wetenschappelijke naam van de soort werd in 1984 gepubliceerd door Henri Coiffait.